# Sangario (mitología)

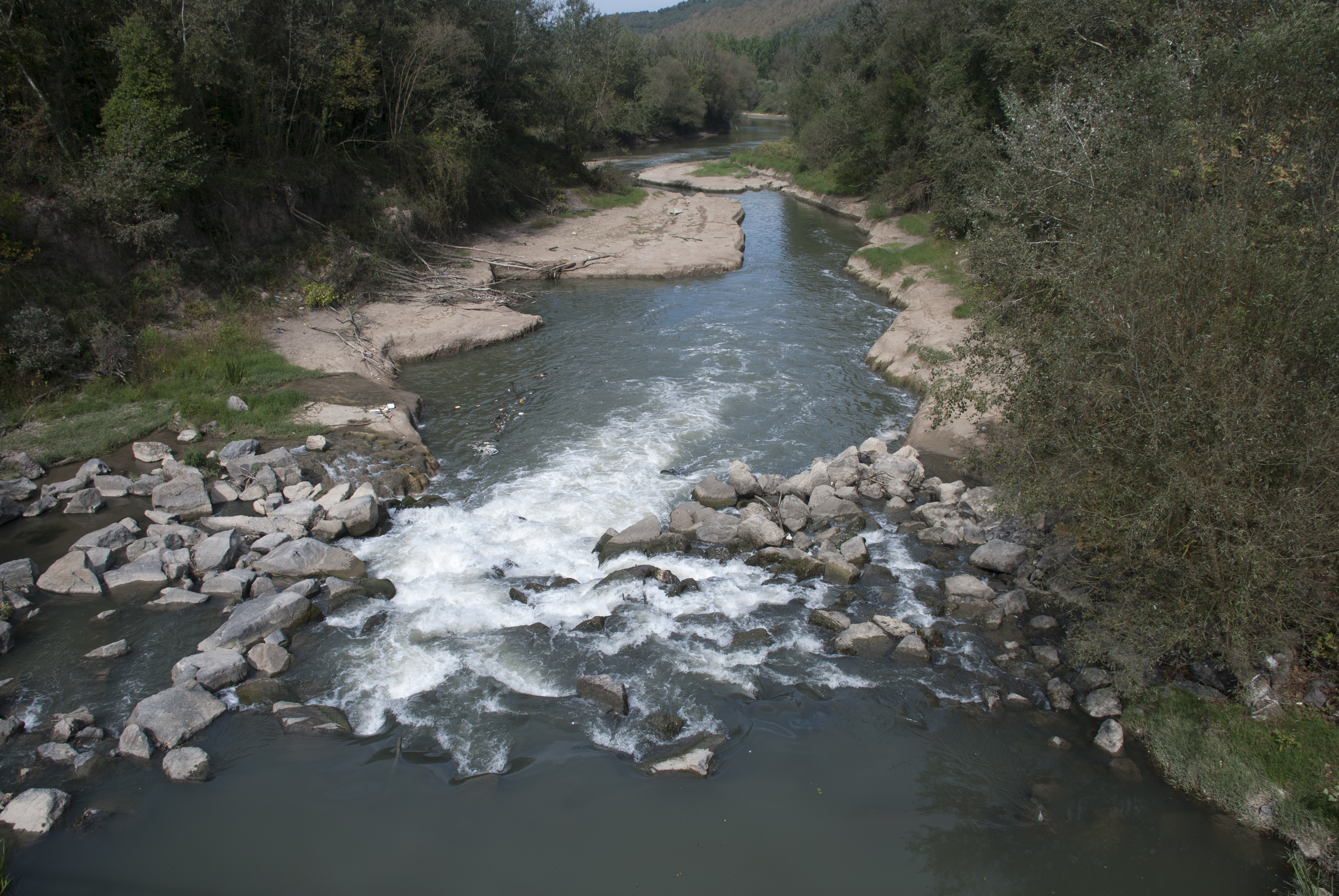
Río Sakarya

Sangario o Sagario (en griego clásico, Σαγγάριος)  fue un dios fluvial de la mitología griega. Se correspondía con el río homónimo, de Frigia (en Asia Menor). Su consorte era Metope o Evágora, una de las náyades. Sangario, como la mayoría de las divinidades fluviales, era hijo del Océano y de Tetis. Se dice que el río Sangario recibió su nombre de un tal Sangas, que osó burlarse de Rea y esta lo metamorfoseó en la corriente de agua que desde entonces llevó su nombre.
En cuanto a su descendencia, se dice que Príamo tomó por segunda esposa a Hécuba, según algunos hija del río Sangario y de Metope. En otras fuentes Evágora es citada ora como la esposa del rey Dimante de Frigia o del río Sangario, pero de nuevo se la hace madre de Hécuba. De manera alternativa se dice Sangario tuvo una hija, Éunoe, quien fue la madre de Hécuba por Dimante. Pausanias dice que después de que a Agdistis le cercenasen los órganos genitales estos cayeron al suelo y de ahí nació un almendro con fruto en sazón. Una hija de río Sangario lo recogió y así terminó encinta y con el tiempo dio a luz a Atis. Esa hija del Sangario es llamada Nana en otra obra. Unido a Cíbele Sangario fue padre de Nicea, quien fue violada por Dioniso. Sagarítide, quien se enamoró de Atis, también suele estar asociada con este río aunque no se especifica su filiación. También Ocírroe, madre de Hipomedonte, un defensor en Troya, era hija del Sangario. Tuvo también un hijo, Alfeo, que le enseñó a Atenea el arte de la flauta. Sin embargo, al faltarle al respeto a la diosa, Zeus lo mató con uno de sus rayos.